# Rhomboda bantaengensis
Rhomboda bantaengensis là một loài thực vật có hoa trong họ Lan. Loài này được (J.J.Sm.) Ormerod miêu tả khoa học đầu tiên năm 1995.